# Stenasellus guinensis
Stenasellus guinensis is een pissebed uit de familie Stenasellidae. De wetenschappelijke naam van de soort is voor het eerst geldig gepubliceerd in 1951 door Braga.